# أمير أباد سرخ محلة (زرين غل)
أمیر أباد سرخ محلة (بالفارسية: امیرآباد سرخ‌محله) هي قرية تقع في إيران في قسم زرین غل الریفي. يقدر عدد سكانها بـ 2,340 نسمة .